# Hanna Kallmaier
Hanna Kallmaier (* 18. Januar 1994 in Burghausen) ist eine deutsche Fußballspielerin.

## Karriere

### Vereine
In Burghausen geboren und in Emmerting aufgewachsen, begann Kallmaier im Alter von sechs Jahren beim dort ansässigen SV DJK Emmerting mit dem Fußballspielen – gemeinsam mit Jungen, darunter auch Julian Pollersbeck, gegenwärtiger Torhüter von Olympique Lyon.
Im Alter von 14 Jahren wechselte sie in die B-Jugendmannschaft des FC Bayern München. Im Jahr 2009, inzwischen zur Stammspielerin avanciert, wurde sie auch Nationalspielerin. Am 10. Oktober 2010 (9. Spieltag) debütierte sie bereits für die Zweite Mannschaft des FC Bayern München in der 2. Bundesliga Süd; beim 4:0-Sieg im Heimspiel gegen den VfL Sindelfingen wurde sie in der 72. Minute für Carolina Pini eingewechselt. Bevor sie zur Saison 2011/12 endgültig zum FC Bayern München II aufrückte, bestritt sie sechs weitere Punktspiele. Ihr erstes Tor im Seniorinnenbereich gelang ihr am 16. Oktober 2011 (6. Spieltag) im Heimspiel gegen den 1. FFC 08 Niederkirchen – mit dem 1:0-Siegtreffer in der 56. Minute.
Mit dem im Jahr 2012 am Aventinus-Gymnasium Burghausen erlangten Abitur nach der zwölften Jahrgangsstufe entschied sich Kallmaier für ein Sportstipendium in den Vereinigten Staaten und gegen eine mögliche Bundesligakarriere als Abwehrspielerin für den FC Bayern München, bei dem die Planungen dazu bereits Gestalt angenommen hatten. Kurz vor den Abschlussprüfungen führte sie die U19-Bayernauswahl zum Titel beim DFB-Länderpokal an der Sportschule Wedau.
Für das angestrebte Studium Sportwissenschaft und Psychologie erhielt sie von der University of Kansas in Lawrence die Zusage, gleichzeitig war die Möglichkeit gegeben, für das College-Team, die Kansas Jayhawks, weiterhin Fußball in der Big 12 Conference spielen zu können. In der Spielzeit 2012 (Freshman) bestritt sie zehn Meisterschaftsspiele, in der Spielzeit 2013 (Sophomore) war sie vom 23. August bis zum 6. November in 19 Meisterschaftsspielen, in denen sie torlos blieb, aktiv. Ein in dieser Zeit erlittener Syndesmoseriss zwang sie der Spielzeit 2014 (Junior) fernzubleiben. Erst als Redshirt kehrte sie im Spieljahr 2015 auf das Spielfeld zurück, wurde in 21 Spielen, wie auch im Spieljahr 2016 (Senior) eingesetzt.
Nach ihrem Collegeabschluss blieb sie in den Vereinigten Staaten und schloss an der University of Missouri–Kansas City in Kansas City mit dem Studium Master of Business Administration ab. Als Wissenschaftliche Hilfskraft (Graduate Assistant) war sie in den Jahren 2017 und 2018 im Trainerstab als Trainerassistentin des College-Teams, die Kansas City Roos, unter Cheftrainer Chris Cissell aktiv.
Der Drang erneut auf dem Spielfeld zu wirken, veranlasste sie nach Europa zurückzukehren; vom 3. August bis zum 27. September 2019 kam sie für den schwedischen Zweitligisten Kvarnsvedens IK in den letzten elf Punktspielen der Spielzeit und in zwei Pokalspielen zum Einsatz. Anschließend begab sie sich nach Island zum Erstligisten ÍBV Vestmannaeyja, von dem sie bereits über eine ehemalige US-amerikanische Mitspielerin Kenntnis erlangt hatte. Ihr Pflichtspieldebüt gab Kallmaier am 14. Juni 2020 (1. Spieltag) beim 4:3-Sieg im Heimspiel gegen Þróttur Reykjavík, dem 15 weitere Punktspiele folgten. In der Spielzeit 2021 erzielte sie in 18 Punktspielen ihre ersten beiden Tore für den Verein, ihr erstes gelang ihr am 11. Juli 2021 (10. Spieltag) beim 1:1 im Auswärtsspiel gegen die seinerzeitige Spielgemeinschaft Þór/KA Akureyri mit dem Treffer zum Endstand in der 66. Minute. In der Spielzeit 2022 traf sie in ihren 16 Punktspielen erneut zweimal.
Seit der Spielzeit 2023 ist sie Spielerin von Valur Reykjavík. Mit ihren vier Punktspielen an den ersten vier Spieltagen hatte sie an der später errungenen Meisterschaft Anteil.

### Nationalmannschaft
Kallmaier debütierte als Nationalspielerin am 15. April 2009 für die U15-Nationalmannschaft, die das in Freundschaft ausgetragene Länderspiel gegen die U15-Nationalmannschaft der Niederlande mit 5:0 gewann. Auch die beiden Länderspiele im Juli gegen die U15-Nationalmannschaft Schottlands und im August 2009 gegen die U15-Nationalmannschaft Englands wurden allesamt gewonnen.
Im Jahr 2010 bestritt sie die beiden in Freundschaft ausgetragenen Länderspiele gegen die U16-Nationalmannschaft Frankreichs, die am 18. und 20. Mai mit 1:0 und 2:1 gewonnen wurden. Ihren letzten Einsatz als Nationalspielerin hatte sie am 6. Juli 2010 beim 1:0-Sieg über die U16-Nationalmannschaft Islands.
Im Jahr 2011 gehörte sie dem EM-Kader für die U-17-Europameisterschaft unter anderem an der Seite von Sara Däbritz, Melanie Leupolz und Lina Magull an, nachdem die Mannschaft in der 1. Qualifikationsrunde ein Freilos gezogen und in der zweiten in drei Spielen (5:0 gegen Finnland, 9:0 gegen Russland und 3:0 gegen Dänemark) verlustpunktfrei und ohne Gegentor geblieben war. Im Endrundenturnier in Nyon (Schweiz) wurde sie jedoch nicht eingesetzt; das Spiel um Platz 3 gewann ihre Mannschaft am 31. Juli 2011 mit 8:2 über die U17-Nationalmannschaft Islands.

## Erfolge
Island
- Isländischer Meister 2023 (mit Valur Reykjavík)

Deutschland
- Dritter U17-Europameisterschaft 2011 (ohne Einsatz)
- DFB-Länderpokal-Sieger 2012 (mit der bayerischen U19-Juniorinnenauswahl)